# Руфер, Шейн
Шейн Ру́фер (англ. Shane Rufer; род. 23 марта 1960, Веллингтон) — новозеландский футболист и тренер. Выступал за сборную Новой Зеландии. Старший брат лучшего футболиста Океании XX века Уитона Руфера.

## Биография
Родился в семье иммигранта из Швейцарии и женщины народа маори. Начинал играть на родине, а затем, транзитом через английский «Норвич Сити», Шейн вместе со своим братом Уитоном оказался в швейцарском «Цюрих». В дальнейшем, Руфер-старший отыграл в этой стране почти десять лет, а затем начал свою тренерскую деятельность.
Вернувшись в Новую Зеландию, Руфер с братом работали в клубах «Норт-Шор Юнайтед» и «Футбол Кингз». В 2011 году Шейн возглавлял сборную Островов Кука.

## Сборная
За сборную Новой Зеландии Шейн Руфер дебютировал 29 июня 1979 года в товарищеском матче против Фиджи, в котором она одержала победу со счетом 6:0. Всего за национальную команду страны он провел восемь игр, в которых полузащитник забил два мяча.

## Семья
Помимо брата Уитона, футболом серьезно занялся и сын Шейна Алекс Руфер (род. 1996). Он выступает за клуб «Веллингтон Феникс» и сборную Новой Зеландии.